# Díptic del retrat de Felip de Croÿ
El Díptic amb el Retrat de Felip de Croy va ser pintat c. 1460 en oli sobre taula de roure pel pintor flamenc Rogier van der Weyden i actualment es troba separat entre el Museu de Belles Arts d'Anvers, on es troba l'ala dreta amb el retrat de Felip de Croy, i la Huntington Library on es mostra l'ala esquerra amb una Mare de Déu. Aquesta representació de Felip I de Croy, camarlenc de Felip el Bo, és probable l'ala dreta d'un díptic del que l'ala esquerra es creu que pot ser la Verge amb el Nen, actualment a la Huntington Library de San Marino. De Croy tindriat al voltant de vint-i-cinc anys en el moment del retrat.
L'obra va ser un encàrrec per la condició de Rogier com a pintor oficial de la ciutat de Brussel·les. Van der Weyden va millorar la imatge del model arreglant el gran nas i la prominent mandíbula inferior del jove noble, i presentar en canvi una visió d'home refinat i piadós. En els seus retrats de la noblesa, Rogier generalment representava uns trets facials allargats i els dits amb molt detall. Aquesta tendència es pot veure en la descripció de la mandíbula i el nas llarg del model.
La data aproximada de finalització és 1460. Al revers de la taula es troba inscrit el títol utilitzat pel model entre 1454-1461.